# Diòcesi de Bilbao
La diòcesi de Bilbao (en llatí: Dioecesis Flaviobrigensis, en basc: Bilboko Elizbarrutia) és una seu episcopal de l'Església catòlica en Espanya. Forma part de la província eclesiàstica de Burgos, i és sufragània de l'arquebisbat de Burgos. La seva seu és la vila de Bilbao, on està la Catedral de Santiago.

## Territori
El territori de la diòcesi coincideix amb el del lurralde de Biscaia (part de la comunitat autònoma del País Basc), amb dues excepcions: l'enclavament biscaí d'Orduña, que pertany a la diòcesi de Vitòria, i el municipi càntabre de Valle de Villaverde, que forma part de la diòcesi bilbaïna.
Limita amb les diòcesis de Santander, Vitòria i Sant Sebastià.

## Història
La diòcesi de Bilbao va ser erigida per Pius XII a través de la butlla Quo Commodius del 2 de novembre de 1949 com un desmembrament de la diòcesi de Vitòria.
El nom llatí de Dioecesis Flaviobrigensis li va ser imposat per la Butlla d'erecció de la Diòcesi de data 2 de novembre de 1949. Segons l'historiador Andrés Eliseo de Mañaricúa y Nuere, aquesta denominació suposa que Bilbao va ser el lloc on va estar assentada la ciutat romana de Colònia Flaviobrigensium, cosa que ell considera molt poc probable.

## Episcopologi
Des de la creació de la diòcesi, els sis bisbes que han ocupat la seu episcopal han estat:
1. 1950-1956: Casimiro Morcillo González
2. 1956-1968: Pablo Gúrpide Beope
3. 1971-1978: Antonio Añoveros Ataún
4. 1979-1995: Luis María de Larrea y Legarreta
5. 1995-2010: Ricardo Blázquez Pérez
6. 2010 : Mario Iceta Gavicagogeascoa

Els administradors apostòlics en els períodes de seu vacant van ser:
1. 1968-1971: José María Cirarda Lachiondo
2. 1978-1979: Juan María Uriarte Goiricelaya
3. 2010 : Mario Iceta Gavicagogeascoa

Els bisbes auxiliars de Bilbao han estat:
1. 1976-1991: Juan María Uriarte Goiricelaya
2. 1995-2008: Carmelo Etxenagusia Uribe
3. 2008-2010: Mario Iceta Gavicagogeascoa

## Santos i beats
El patró de la diòcesi de Bilbao és sant Ignasi de Loyola. Sant Valentí de Berriochoa, primer màrtir biscaí canonitzat, és considerat com a patró secundari de la diòcesi.
A més dels anteriors, la diòcesi de Bilbao celebra en la seva calendari litúrgic propi les memòries dels següents sants i beats, vinculats a la diòcesi per naixement o per haver viscut en ella:
- Santa María Josefa del Cor de Jesús
- Beata Dolores Sopeña
- Beata Rafaela de Ybarra
- Beat León Inchausti Minteguía
- Beat Domingo Iturrate
- Beata Margarita Maturana
- Beat Francisco Gárate
- Beates Francisca de Amezua, María Consuelo Cuñado i Feliciana Uribe

La Verge de Begoña, advocació de la Mare de Déu que es venera en el santuari del mateix nom, és patrona del Senyoriu de Biscaia, però no de la diòcesi de Bilbao, encara que de fet se celebra amb rang de solemnitat com si ho anés.